# 莱姆海尼·德热
莱姆海尼·德热（匈牙利語：Lemhényi Dezső，1917年12月9日—2003年12月4日），匈牙利男子水球运动员。他曾代表匈牙利参加1948年和1952年夏季奥林匹克运动会水球比赛，共获得一枚金牌和一枚银牌。